# Yunier Dorticos
Yunier Dorticós (født 11. marts 1986 i Havana, Cuba) er en cubansk professionel bokser, som i øjeblikket besidder WBAs cruiservægts-titel. Han er en af deltagerne i World Boxing Super Series cruiservægt-turnering, hvor han vandt sin første kamp mod Dmitry Kudryashov, som han knock-out-besejrede i 2. omgang. 
Han er ubesejret og har knockoutet alle sine modstandere hidtil undtagen colombianske Edison Miranda som han vandt en enstemmig pointafgørelse mod i april 2014.